# Bonnie Dasse
Bonnie Lee Dasse (ur. 22 lipca 1959 w Abilene) – amerykańska lekkoatletka, kulomiotka.
Odpadła w eliminacjach na mistrzostwach świata w Rzymie (1987).
Dwukrotnie wzięła udział w igrzyskach olimpijskich: w Seulu (1988) zajęła 12. miejsce, a w 1992 odpadła w eliminacjach – kontrola antydopingowa wykazała u Amerykanki stosowanie niedozwolonego klenbuterolu, zatem wynik Dasse został anulowany, a ona otrzymała 4 lata dyskwalifikacji.
Halowa mistrzyni Stanów Zjednoczonych (1985).

## Rekordy życiowe
- Pchnięcie kulą – 19,49 (1988)